# Paul de Broglie
Pour les autres membres de la famille, voir Maison de Broglie.
Auguste-Théodore-Paul de Broglie (18 juin 1834, Auteuil – 11 mai 1895) est un prêtre catholique français, professeur d'apologétique à l'Institut catholique de Paris, et auteur traitant de sujets apologétiques. Il était connu à son époque comme Abbé de Broglie.

## Biographie
Il était le fils cadet d'Achille-Victor, 3e duc de Broglie (1785-1870), et de son épouse, Albertine, baronne de Staël von Holstein (1797-1838), qui était protestante et fille de Mme de Staël. Son frère aîné était le prince Albert de Broglie. Leur mère mourut quand Paul avait 4 ans, et il fut élevé par la baronne Auguste de Staël, née Vernet. Cette tante, bien qu'elle fût également protestante, essaya seulement de « faire de lui un chrétien à l'esprit large dans une Église à laquelle elle n'appartenait pas » (Maurice d'Hulst dans Le Correspondant du 25 mai 1895).
Broglie fut élève à l'École polytechnique dont il sortit en 1855. Invité avec son frère Albert de Broglie par Augustin Louis Cauchy à la 1re réunion qui a jeté les bases de la fondation de L'Œuvre des Écoles d'Orient, plus connue actuellement sous le nom de L’Œuvre d’Orient, ils sont présents le 4 avril 1856. Encore jeune, il entra dans la marine et fut nommé enseigne en 1857 puis lieutenant. Un voyage en Nouvelle-Calédonie le mit en contact avec l'activité missionnaire et il se sentit appelé à la vie religieuse. Il entra au séminaire de Saint-Sulpice à Paris en 1867. Après y avoir terminé ses études, il fut ordonné prêtre le 18 octobre 1870.
Aumônier de l'École normale d'Auteuil et chanoine honoraire d'Évreux puis de Paris, chevalier de la Légion d'honneur, il fut le premier titulaire de la chaire d'apologétique de l'Institut catholique, créée en 1880 par Mgr d'Hulst, et conserva ce poste jusqu'à sa mort. Son enseignement, qui comprenait des thèmes philosophiques, théologiques, bibliques et historiques, avait pour but de défendre la foi catholique contre les attaques qu'on pensait venir du positivisme et du rationalisme, afin de rééquilibrer l'enseignement donné au Collège de France. Il maintenait l'harmonie et l'autonomie des deux sphères de la connaissance, la religion et la raison. Selon ses travaux, l'étude de l'histoire est à même de démontrer la transcendance du christianisme ; en cela, il fut l'un des représentants de l'« apologétique constructive ».
Dans ses publications, l'abbé de Broglie se montra toujours un fidèle défenseur du dogme catholique. Au moment de sa mort, il était en train de préparer un livre sur l'accord entre la raison et la foi.
La comtesse de Pange, dont il était l'oncle, nous a laissé de lui un portrait pittoresque. D'une distraction proverbiale, il n'arrivait jamais à retenir un prénom et demandait toujours à sa nièce : « Et toi, petite, comment t'appelles-tu ? » ; oubliant où il était il avait adressé à des paysans en guise de sermon une sorte de conférence universitaire. Plus grave encore, faisant sans cesse la charité, il avait épuisé sa fortune et en était réduit à emprunter sans cesse auprès de sa famille qu'il ne remboursait jamais. C'est sans doute son caractère qui lui fit commettre l'imprudence qui devait lui coûter la vie.
Il était le confesseur d'une pauvre folle atteinte de paranoïa et nommée Maxence Amelot,. Celle-ci, ayant été renvoyée d'un ouvroir où elle travaillait, se persuada que l'abbé Broglie avait trahi le secret de la confession et vint un jour lui faire une scène bruyante à la sortie d'une messe ; pour éviter le scandale il commit l'imprudence de promettre d'aller la voir chez elle : à peine fut-il entré qu'elle l'abattit d'un coup de pistolet.
L'affaire fit évidemment grand bruit et les milieux anticléricaux ne manquèrent pas de dauber sur cet ecclésiastique mort chez une femme. La comtesse de Pange nous parle d'une « grossière image de pure fantaisie, rehaussée de couleurs violentes » publiée par Le Petit Journal - supplément illustré du 26 mai 1895. De fait l'image de la page 1 nous montre bien la porte d'entrée encore entrouverte, ce qui laisse penser qu'il ne s'était pas passé grand chose entre l'arrivée de l'abbé et son assassinat. L'article disait d'ailleurs nettement sur la page 7 : « À une certaine époque on se plaignait que l'on enfermât trop de fous ; à la nôtre, il faut regretter que l'on n'en enferme pas assez !… » et continuait ainsi : « Un crime vient d'être commis par une femme notoirement atteinte depuis plusieurs années de la double folie du mysticisme et de la persécution... » Maxence Amelot fut d'ailleurs reconnue irresponsable et placée par la suite en maison de santé,.
L'embarras n'en fut pas moins grand dans le monde catholique et la Catholic Encyclopedia se contenta dans l'article consacré à l'abbé de Broglie de parler d'une insane person sans en préciser le sexe. Il va de soi que la future comtesse de Pange, petite fille bien élevée, nous renseigne plus sur les réactions de sa famille que sur les événements eux-mêmes (« On ne parlait pas de ce drame à table et je ne posais aucune question. ») On lit dans un article du New York Times du 12 mai 1895 (traduction en français) ou dans Le Monde Illustré du 18 mai 1895 :

« Paris, le 11 mai. L'abbé de Broglie, frère du duc de Broglie, a été tué aujourd'hui par une femme du nom d'Amelot, une de ses paroissiennes, qui était devenue folle. Cet acte venait de la persuasion où elle était que l'abbé avait fait circuler sur elle des propos calomnieux.
Ayant fait appeler le prêtre, elle a exigé qu'il signât une rétractation qu'elle avait préparée. Sur son refus, elle a sorti un revolver et a commencé à tirer. Quatre des balles se sont logées dans la tête de l'abbé provoquant une mort presque immédiate. La femme s'est rendue immédiatement à l'église des Carmes, où elle s'est confessée à un prêtre et a réclamé l'absolution.
Paul de Broglie était né à Paris le 18 juin 1834. Il a servi dans la marine, devenant aspirant en 1855, enseigne en 1857 et lieutenant en 1869. C'est alors qu'il a quitté sa carrière, qui semblait brillante, pour devenir prêtre.
Il a été un moment aumônier de l'École Normale à Auteuil puis professeur à l'Institut catholique de Paris. Il était chanoine et chevalier de la Légion d'honneur.
Il a écrit plusieurs livres religieux parmi lesquels on a remarqué Conférences sur la vie surnaturelle, Le Positivisme et la science expérimentale, La Science et la religion et La Morale sans Dieu, ses principes et ses conséquences. »

## Distinction
- Chevalier de la Légion d'honneur (28 décembre 1869)[16]

## Publications
Son travail le plus important est Problèmes et conclusions de l'histoire des religions (Paris, 1886). Parmi ses autres écrits, dont certains étaient des brochures ou des articles dans des revues, on peut mentionner ceux qui suivent :
- Le positivisme et la science expérimentale (2 vol., París 1880-81)
- Cours d'apologétique chrétienne (1883)
- La Morale évolutionniste (1885)
- La Morale sans Dieu (1886)
- La Réaction contre le positivisme (1894)
- Religion de Zoroastre et religion védique
- Le Bouddhisme
- Religions néo-brahmaniques de l'Inde
- L'Islamisme; La vraie définition de la religion
- La Transcendance du christianisme
- L'Histoire religieuse d'Israël
- Les Prophètes et les prophéties, d'après les travaux de Kuenen
- L'Idée de Dieu dans l'Ancien et le Nouveau Testament
- Le Présent et l'Avenir du catholicisme en France

Deux publications posthumes, Religion et critique (1896) et Questions bibliques (1897), ont été éditées par l'abbé Piat.